# Karin Mensah
Karin Mensah (Dakar, 8 marzo 1965) è una cantante capoverdiana di musica soul e jazz.

## Biografia e carriera
Karine Jeanne Mensah in arte Karin Mensah. Di origine capoverdiana, è nata e cresciuta a Dakar, immersa nelle varie culture musicali, dall'afro alla musica soul, esibendosi giovanissima in spettacoli di canto e danza per i teatri e le televisioni locali. A 19 anni si trasferisce a Parigi dove si laurea in Lingue e Letterature Straniere (Università Paris X Nanterre) e compie studi classici e moderno di canto. Dal 1990 vive in Italia, a Verona.
Si è cimentata inoltre in varie formazioni musicali dal jazz al soul e pop e ha inciso per varie etichette discografiche in Italia e fuori d'Italia. Ha collaborato per diversi anni con la casa discografica Azzurra Music come vocalist per diversi progetti e produzioni musicali. Ha partecipato inoltre a varie trasmissioni televisive e collaborato come vari artisti italiani e internazionali tra cui Zucchero Fornaciari, Fiordaliso, Giorgio Panariello, Paolo Belli, Anna Oxa, Bobby Solo, Andrea Braido, Bruno Lauzi (nell'album Il manuale del piccolo esploratore del 2003), Jerry Calà, Paola & Chiara, Ivan Cattaneo, Mariah Carey, Anggun, Miguel Bosé, Teofilo Chantre, Enrico Pieranunzi, Dany Silva, Tito Paris, Paolo Birro, Titti Castrini e tanti altri.
Ha inciso come solista  'Souvenirs de Paris',  'Paris Jazzy' , 'Morna De Cabo Verde', ‘Orizzonti’, e 'Jazz'n'Bossa' dedicati rispettivamente alla canzone francese, alla musica di Capo Verde e alla bossa nova.
Il progetto Orizzonti  è una raccolta di canzoni capoverdiane in lingua italiana e comprende sia brani originali in lingua criola sia alcuni classici della morna con arranggiamenti sempre in chiave etno-jazz. Propone vari duetti con cantanti italiani e capoverdiani tra cui, Téofilo Chantre (autore di Cesária Évora), la cantante Fiordaliso, il pianista Enrico Pieranunzi, Paolo Birro, Tito Paris,  e altri ospiti, su adattamenti in lingua italiana di Alberto Zeppieri e arrangiamenti di Roberto Cetoli.
Ha partecipato inoltre a centinaia di progetti discografici e in particolare:
(Progetto Capo Verde Terra d'Amore volume 3, 4, 5, 6, 7, 8 e 9 prodotto da Alberto Zeppieri per il Programma alimentare mondiale delle Nazioni Unite (WFP), il brano Mama Africa duettando con il suo autore Dany Silva, il brano Fragilamor con Téofilo Chantre "Marilena" con Jerusa Barros ,  "Angola" con Fiordaliso, "Sodade" con Paolo Birro, "Occhi di Xandinha" con Tito Paris, "Mare mio confidente" e "Mamma Criola".)
(Rivista Musica Jazz negli album  'Momenti di Jazz’ con  "Adesso si" con Sergio Endrigo,  Lelio Swing con Souvenirs d'Italie  dedicato a Lelio Lutazzi,  '100 % Frank' dedicato a Frank Sinatra con ”Corcovado"  e “Something Stupid”,  'Lauzi cantava il jazz'  dedicato a Bruno Lauzi con "Tuo padre Cantava il Jazz" e 'Capo Verde in Jazz’ con "Fior della speranza" con Enrico Pieranunzi.)
Oltre alla sua attività artistica, svolge da molti anni un'intensa attività didattica dove mette in pratica un personale abbinamento fra tecnica e canto moderno. È inoltre autrice dei seguenti manuali: L'arte di cantare (ed. Demetra, 2001 - ed Volontè & Co, 2009), Canto e Pratica (ed. Volonté & Co 2023). Nel 2009 per Canale 5 ha collaborato con la giuria di Amici di Maria De Filippi per la selezione dei nuovi cantanti.
È direttrice dell'Accademia Superiore di Canto di Verona. È stata docente di canto pop/rock presso il conservatorio di Salerno dal 2022 al 2023 e presso il Conservatorio Nino Rota di Monopoli per l'anno 2024/2025.

## Discografia

### Album
- Paris Jazzy, Azzurra Music, 2018
- Jazz'n Bossa, Azzurra Music, 2018
- Orizzonti, Egea Music, 2013
- Jazz Band, Azzurra Music, 2010
- Cocktail Music, Azzurra Music, 2009
- Souvenirs de Paris, Brisa, 2005
- Soul Eternity, Azzurra Music, 2003
- La Premiere Heure, Azzurra Music, 2003
- Caboverde, Azzurra Music, 2002
- La Vie en Rose & Les Plus Belles Chansons Françaises, Edm, 2001
- Morna de Caboverde, Azzurra Music, 2000

### Compilation
- 100 % Frank (brano Corcovado), Musica Jazz, dicembre 2015
- Momenti di Jazz (brano Adesso si con Sergio Endrigo), Musica Jazz, ottobre 2015
- Lelio Swing (brano Souvenir d'Italie), Musica Jazz, dicembre 2014
- Capo Verde Terra d'amore - vol 6 (brano Maylen con Jerusa Barros), Numar Uno 2015
- Capo Verde Terra d'amore - vol 5 (brano Fiore della speranza con Enrico Pieranunzi), Numar Uno 2015
- Capo Verde Terra d'amore - vol 4 (brano Fragile amor con Teofilo Chantre),Egea 2013
- Capo Verde Terra d'amore - vol 3 (brano Mamma Africa con Dany Silva), Egea 2012
- Salsa Mundo (brano Ayo), Saxofon, 2011
- Parabailar (brano Reflet noir), Saxofon, 2009
- Sushi Bar (brani Sukiyaki, Vivo sonhando), Azzurra Music, 2008
- Salsa Week Energy Week  (brano Cabucala), Irma Records, 2006
- Into the GRUve (brano Encore une fois), Saxofon, 2006
- All the Hits - Cover Version, Azzurra Music, 2004
- Latino Party, Power Records, 2004
- Fuego Latino, Azzurra Music, 2002
- Festival Latino Americano Official Compilation 2001, Irma Latin, 2001
- James Bond Themes Cover Version, Azzurra Music, 2000
- Compilation Chivas Live, Azzurra Music, 2000
- From Latin to Bossa Nova, Azzurra Music, 2000
- Grease Cover version, Azzurra Music, 2000
- Italian Dance 2 (brano Everybody Loves Me), Benvenuto, 1998
- Revolution VIII Compilation (brano Bounce), Avex, 1995

### Singoli (in collaborazione)
- Heaven Must Be Missing an Angel (remix version), Mix2inside feat. Karin Mensah, Mix2inside, 2004
- Find Some Time X Loving, Disco Magic, 1993 (ristampa Flying Records, 1996)
- Bounce, Bass Expanders feat. Karin Mensah, Byte Records Sony, 1995
- We Love Each Others, Power Brothers feat. Karin Mensah, Disco Magic, 1993
- Suchaa, Match99 feat. Karin Mensah, Dig It, 1992